# México lindo
México lindo (en inglés: Beautiful México) es una película musical mexicana de 1938 dirigida por Ramón Pereda y protagonizada por el mismo Pereda, junto a Adriana Lamar y Antonio R. Frausto. Los decorados de la película fueron diseñados por el director artístico Fernando A. Rivero.

## Reparto
- Ramón Pereda: Manuel Morales
- Adriana Lamar: Rosario
- Antonio R. Frausto: Mamerto
- Leopoldo Beristain: Don Chema González
- Luis G. Barreiro: Licenciado Lángara
- Juanita Barceló: Polí Ponce
- Chucha Camacho: Chucha
- Antonio Bravo: Serafín
- Conchita Gentil Arcos: Doña Ángeles
- Fernando Soto: Taxista
- Trío Calaveras: Ensemble